# الرومانية الكاثوليكية في إسبانيا

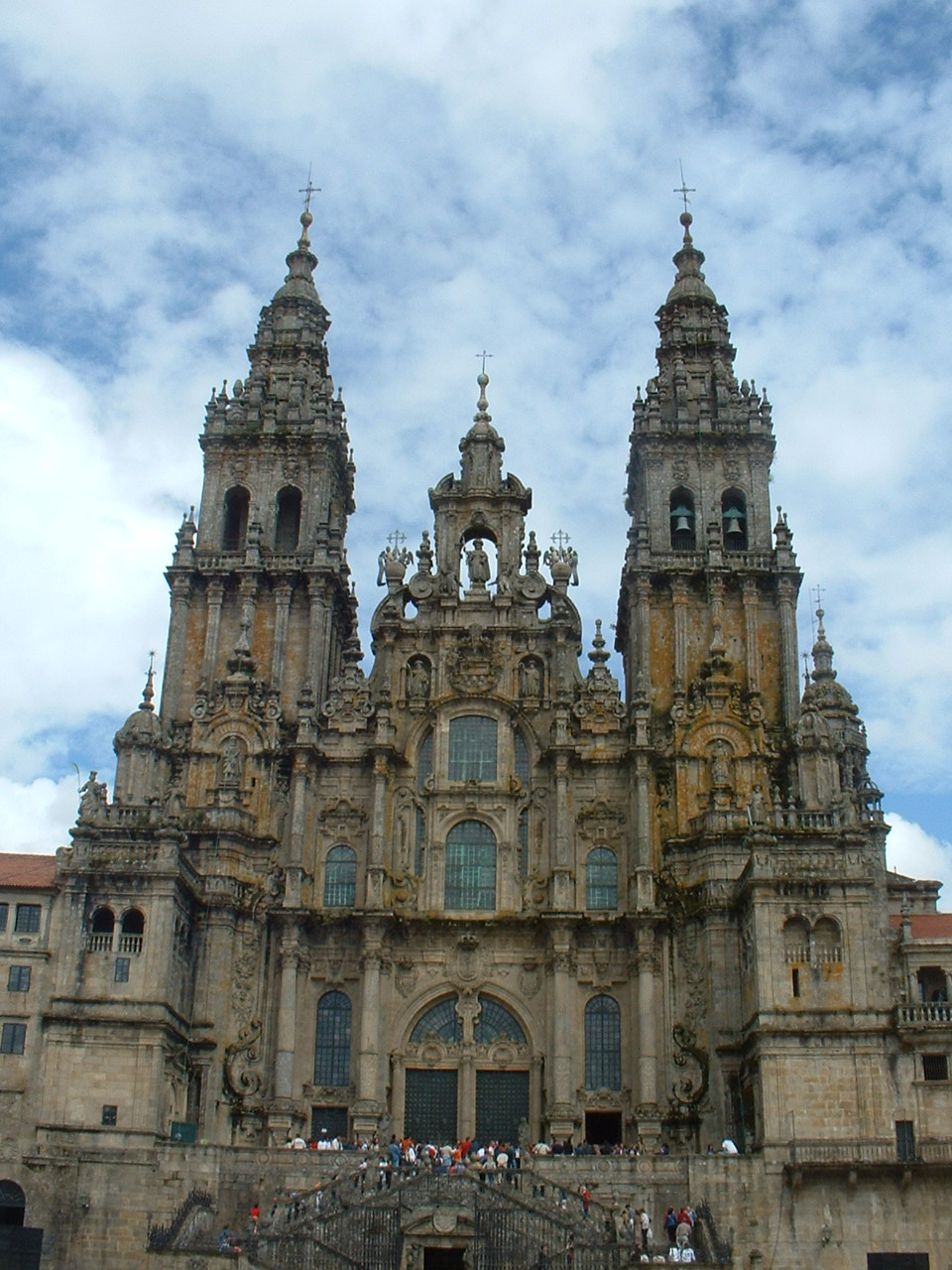
كاتدرائية سانتياغو دي كومبوستيلا في إسبانيا، إحدى أبرز المعالم المسيحية في العالم.

وفقاً لدراسة أجريت في يوليو 2009 من قبل مركز البحوث الاجتماعية الإسباني عرّف 73% من الإسبان أنفسهم كاثوليكيًا بينما 2.1% يتبعون أدياناً أخرى وحوالي 22% لم يحددوا أي دين من بينهم 7.3% من الملحدين. لا يشارك معظم الإسبان بأي انتظام في الخدمات الدينية. كما تظهر الدراسة ذاتها أنه 58% من بين الإسبان الذين يعتبرون أنفسهم متدينين نادرًا ما يذهبون إلى الكنيسة أو لا يذهبون إطلاقًا، بينما 17% يقوم بالحضور إلى الكنيسة بضع مرات في السنة و9% عدة مرات في الشهر و15% كل يوم أو عدة مرات في الأسبوع.
إجمالاً، يعود حوالي 22% من الإسبان الخدمات الدينية على الأقل مرة واحدة في الشهر. على الرغم من أن المجتمع الإسباني أصبح أكثر علمانية إلى حد كبير في العقود الأخيرة، فإن تدفق المهاجرين من أمريكا اللاتينية الذين يميلون إلى أن يكونوا أكثر ممارسة للدين ساعد على استمرار الكنيسة الكاثوليكية.
كانت الكاثوليكية ولأمد طويل الدين الرئيسي في إسبانيا، وعلى الرغم من أنها لا تحمل أية صفة رسمية بموجب القانون، فإنه يجب على الطلاب في جميع المدارس العامة في إسبانيا أن يختاروا بين مادتي الدين أو الأخلاقيات، بينما الكاثوليكية هي الدين الوحيد المدرس رسمياً.
خلال العقد الماضي، ازداد ارتباط الكنيسة الكاثوليكية في الشؤون السياسي، وذلك من خلال مجموعات ضغط نخبوية مثل أوبوس داي، طريق الموعوظين الجديد أو فيلق المسيح، لا سيما من خلال كبار السياسيين في الحزب الشعبي اليميني. وقد ساهمت وسائل الإعلام القديمة والجديدة، والتي هي ملك للكنيسة، مثل شبكة راديو كوبي، في هذه المشاركة الجديدة في السياسة، وكذلك الامر بالنسبة للاقتصاد فكثير من كبار مدراء بنوك والشركات الكبرى وجامعات إسبانيا هم من جماعات كاثوليكية نافذة أهمها أوبوس داي والتي تعرف أيضًا بامتلاك عدد كبير من مساكن للطلاب الجامعيين.
في دراسة تعود لعام 2010 وجدت أنّ إسبانيا فيها 42 مليون شخص معمّد أي تقريبًا 92% من السكان حصلوا على سر العماد. تتبع الكنيسة الكاثوليكية الإسبانية 70 أبرشية. تمتلك إسبانيا ثقافة كاثوليكية غنية فهي مثل نظيراتها من الكنائس الأوروبية تملك مجموعة واسعة من الفنون والموسيقى المسيحية، الكنيسة الإسبانية تشرف على واحد من أكبر مستودعات للعمارة الدينية (والفن) في العالم، جنبًا إلى جنب الكنيسة الإيطالية والفرنسية. تشمل جواهر العمارة الكاثوليكية في إسبانيا كنيسة ساغرادا فاميليا (صممها أنطونيو غاودي) في برشلونة، كاتدرائية سانتياغو دي كومبوستيلا، وهو موقع حج شعبي عالمي، كاتدرائية بورغوس، كاتدرائية إشبيلية، كاتدرائية طليطلة، وكاتدرائية قرطبة (والمعروفة رسميًا باسم كاتدرائية سيدة الانتقال).
في عام 2007 على سبيل المثال، سار أكثر من 100,000 شخص إلى سانتياغو دي كومبوستيلا وحدها. لأكثر من ألف سنة، فإن الأوروبيين الذين يعيشون إلى الشمال من جبال الألب قد شقوا طريقهم إلى أقرب مكان في أوروبا «حيث يمكنهم الوصول إلى السلطة الروحية لكنيسة ميراث الرسول يعقوب بن زبدي في سانتياغو دي كومبوستيلا».
تعرف إسبانيا تقاليد كاثوليكية عريقة تظهر في تطوافات ومواكب أسبوع الآلام ويكون ذروتها في الجمعة العظيمة في مناطق متفرقة من البلاد لكنها تأخذ طابع مميز وخاص في منطقة الأندلس خاصًة في مدينة اشبيلية وغرناطة، والتي تحولت إلى مركز جذب للحج والسياحة المسيحية، المواكب تكون مكونة غالبًا من محفات يحمل كل منها العشرات من الرجال الأشداء يتسابقون في التطوع لنيل هذا التشريف. غطاء المحفة مطرز بالخيوط الذهبية والفضية ومرصع بالأحجار الكريمة. تمثل المحفات حلقات من قصة الصلب والقيامة وتماثيل للعذراء يختلف الواحد عن الآخر في تعبيرات الوجه التي تتراوح ما بين اللوعة والآلم إلى الإستسلام الحزين ثم الرجاء. يتبع المحفات فرق موسيقية يصاحبها أحيانًا صوت أوبرالي ينطلق من إحدي الشرفات المطلة على الطريق.
تقوم معظم المدن والبلدات والقرى الإسبانية سنويًا بالاحتفال بالقديسين الشفعاء. لتقاليد عيد الميلاد طابع خاص في إسبانيا حيث يتمحور حول التجمعات الأسرية ومنها تقديم الهدايا من قبل المجوس الثلاثة ويرافق تقديم المجوس الثلاثة الهدايا مواكب واحتقالات ضحمة ترافقه موسيقى عيد الميلاد والزينة والأضواء والمفرقعات. في بعض الأجزاء من أسبانيا في يوم عيد الميلاد، لا يجلب الهدايا بابا نويل، أو المجوس الثلاثة، ولكن الطفل الإلهي، أو الطفل يسوع.